# Parròquia de Kalvene
La Parròquia de Kalvene (en letó: Kalvenes pagasts) és una unitat administrativa del municipi d'Aizpute, Letònia. Abans de la reforma territorial administrativa de l'any 2009 pertanyia al raion de Liepaja.

## Pobles, viles i assentaments
- Kalvene (centre parroquial)
- Kalvenes estació
- Krusāta
- Pērbone
- Rudbāržu estació

## Rius
- Tebra